# Francesca da Rimini (Zandonai)
Pour les articles homonymes, voir Francesca da Rimini (homonymie).
Francesca da Rimini est un opéra en quatre actes, composé par Riccardo Zandonai, sur un livret en italien  écrit par Tito Ricordi, d'après la pièce de théâtre éponyme de Gabriele D'Annunzio lui-même inspiré par la Divine Comédie de Dante Alighieri. Il a été créé en 1914 en Italie.

## L'œuvre
La première de Francesca da Rimini a eu lieu au Teatro Regio de Turin, le 19 février 1914. Zandonai a alors 30 ans et énormément de brillantes références musicales : il fait partie de cet ensemble de compositeurs post-wagnériens (Richard Wagner est mort trois mois avant sa naissance). Il admire Verdi, Puccini mais aussi Richard Strauss. La composition orchestrale est à l'image de l'histoire impitoyable et violente mais aussi emplie de contrastes et de clair-obscur. « Scènes de bataille à la Verdi, quatuors féminins à la Strauss ou encore duel shakespearien à la Richard III, voici quelques exemples de ce que l’on peut trouver ici. C’est ce mélange des genres qui plaît avant tout et qui rend l’exercice difficile pour les solistes », voilà l'une des appréciations portées par un journaliste sur cette œuvre. L'Avant-scène opéra donne également une analyse de cette œuvre où l'on peut lire « On retrouve certes chez Zandonai toute l’influence d’un wagnérisme parfaitement assimilé, depuis la juvénile guirlande de voix féminines qui ouvre l’action avec toute la fraîcheur et la spontanéité des filles du Rhin, et surtout l’impact fracassant des avant-gardes françaises et allemandes, empreint d’un descriptivisme iridescent et d’un impact sonore massif et tellurique ».
Le magazine Res Musica propose l'analyse suivante de l'œuvre : « Au croisement des formes musicales héritées du novecento italien et du wagnérisme finissant, du symbolisme développé par Debussy avec Pelléas et Mélisande et de l’univers onirique mis en place par Richard Strauss avec notamment Die Frau ohne Schatten, sans compter quelques ouvertures vers le monde inharmonique de Kurt Weill, l’ouvrage peut résolument être vu comme l’une des pistes proposées par l’esthétique moderniste alors en pleine expansion. La qualité littéraire d’un livret tiré du théâtre de Gabriele D’Annunzio, lui-même inspiré d’un épisode de Dante, compte parmi les divers bonheurs d’un ouvrage particulièrement accompli sur les plans littéraire et musical ».

## La pièce

### Résumé

#### Acte I
L'histoire se situe en Romagne, à la fin du XIIIe siècle, à la cour de Rimini et commence par une scène courtisane : un troubadour dont on ne connait pas l'identité, parait et les demoiselles du Palais de Rimini, se moquent de sa mise et réclament une chanson d'amour. En retour le chanteur leur demande de recoudre ses vêtements et se met à chanter les amours passionnés de Tristan, Lancelot, Perceval.
L'on apprend alors que la belle Francesca est promise à Malatesta. Les Malatesta sont trois frères très différents les uns des autres : Paolo le Bello, le plus courageux, le plus séduisant comme son surnom l'indique et dont Francesca est follement éprise ; Giovanni dit Giancitto, le boiteux, enfin le plus jeune Malatestino, le borgne. Le frère de Francesca, Ostasio, parait avec son page Toldo. Haineux et vindicatif il conspire contre les Malatesta. Pour obtenir le consentement de Francesca, éprise de Paolo, son "clan" lui fait croire que c'est celui qu'elle va épouser, alors qu'elle est destinée au frère difforme, Giovanni le Boiteux.

#### Acte 2
L'action se situe pendant la guerre entre Guelfes et  Gibelins, dans le palais des Malatesta. Paolo et Francesca sont tombés amoureux l'un de l'autre au premier regard et tentent de se rapprocher tandis que Paolo, brillant archer, est porté vainqueur à l'issue de la bataille. L'œuvre propose aux deux solistes des duos intenses, tout à la fois lyriques et "spinto" devant couvrir un orchestre flamboyant, le tout n'étant pas sans évoquer volontairement le duo de Tristan et Isolde à l'acte 2 de l'œuvre de Wagner. Mais Francesca a du épouser Giovanni Malatesta et l'accueille à son tour en vainqueur de la guerre, Survient Malatestino blessé porté par ses frères d’armes.

#### Acte 3
Au printemps, Francesca, qui se sent fatiguée, confie le mal d'amour qui la ronge à sa nurse Smaragdi. Elle ne pense qu'à Paolo et craint de plus en plus son beau-frère Malatestino. Paolo vient la saluer et lui offre son âme  « la lumière est mon ennemie, la nuit est mon amie ». Allusion à Tristan et Isolde à nouveau, et détournement par les deux amants d'un dialogue entre Galateo et Guenièvre pour s'avouer leur passion réciproque.

#### Acte 4
Francesca est violemment agressée et violentée par Malatestino, être vulgaire et barbare. En parallèle, on entend les plaintes d'un prisonnier promis à la mort qui excitent le désir maladif du Borgne. Il apporte comme trophée à son frère Giovanni la tête du supplicié et lui révèle dans sa haine de son autre frère qui a les faveurs de Francesca, leur liaison secrète Ce dernier, que le soupçon habite depuis quelque temps, se sent trahi.Il surprend les amants lors d'une nuit où leur duo magnifique embrase littéralement les sens et les tue.

### Personnages
Distribution lors de la première, le 19 février 1914 au  Teatro Regio de Turin : 
- Francesca da Rimini : Linda Cannetti - soprano
- Samaritana : Raquelita Merly
- Paolo il Bello : Giulio Crimi - ténor
- Giovanni lo Sciancato : Francesco Cigada - baryton
- Malatestino dall'Occhio : Giuseppe Nessi - ténor
- Adonella : Maria Vaccari - mezzo soprano
- Altichiara : Maria Marek - mezzo soprano
- Biancofiore : Marina Polazzi - soprano
- Garsenda : Maria Avezza - soprano
- Il Giullare : Pompilio Malatesta - basse
- Ostasio : Osvaldo Pellegrini - baryton basse
- La schiava : Gabriella Besanzoni

Chef d'orchestre : Ettore Panizza

## Représentations
Rarement donnée sur scène, l'œuvre a connu quelques belles représentations ces dernières années.
Citons d'abord, parmi les plus récentes, celle de l'Opéra de Paris en 2011, sous la direction musicale de Daniel Oren avec un quatuor vocal solide ainsi décrit "Au premier plan, Roberto Alagna et Svelta Vassileva forment un couple davantage torturé que passionnel tandis que George Gagnidze et William Joyner incarnent deux frères tyranniques avec conviction et folie".
L'opéra n'ayant pas été représenté au Metropolitan Opera depuis 1986, il revoit le jour le 16 mars 2013 dans la même production de Piero Faggioni, diffusé en direct en HD dans les cinémas de plusieurs pays. Marco Armiliato dirige l'orchestre avec Eva-Maria Westbroek dans le rôle de Francesca da Rimini et Marcello Giordani dans celui de Paolo Malatesta.
La Scala de Milan avait elle aussi délaissé l'œuvre « depuis 59 ans, époque glorieuse lorsqu’une tout autre génération – celle de Magda Olivero et Mario Del Monaco, sous la fougueuse houlette de Gianandrea Gavazzeni – se plaisait encore à darder ses aigus dans un Moyen-Âge opulent de rideaux et carton-pâte », comme le rappelle L'Avant-scène opéra. Il est à nouveau programmé pour quelques représentations en avril 2018, sous la direction de Fabio Luisi, avec Marie-José Siri, Marcelo Puente, Gabriele Viviani et Luciano Ganci.
C'est en 2017 qu'à son tour l'Opéra national du Rhin donne plusieurs représentations avec l'Orchestre philharmonique de Strasbourg sous la direction de Giuliano Carella avec Saioa Hernández, Ashley David Prewett, Marco Vratogna et Marcello Puente.
Le Deutsche Oper de Berlin donne également les 14 et 17 mars 2021, deux représentations filmées de la mise en scène de Christof Loy sous la direction musicale de Carlo Rizzi, avec Sara Jakubiak, Jonathan Tetelman, Ivan Inverardi et Charles Workman, dont il est sorti un DVD chez Naxos.